# Miholašćica
Miholašćica is een plaats in de gemeente Cres in de Kroatische provincie Primorje-Gorski Kotar. De plaats telt 22 inwoners (2001).